# خوتکای حلقه‌دار
خوتکای حلقه‌دار (نام علمی: Callonetta leucophrys) نام یک گونه از زیرخانواده مرغابیان روآبچر است.

## نگارخانه

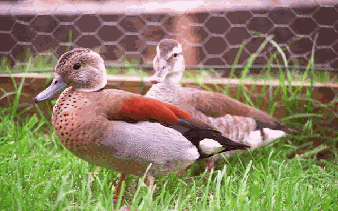
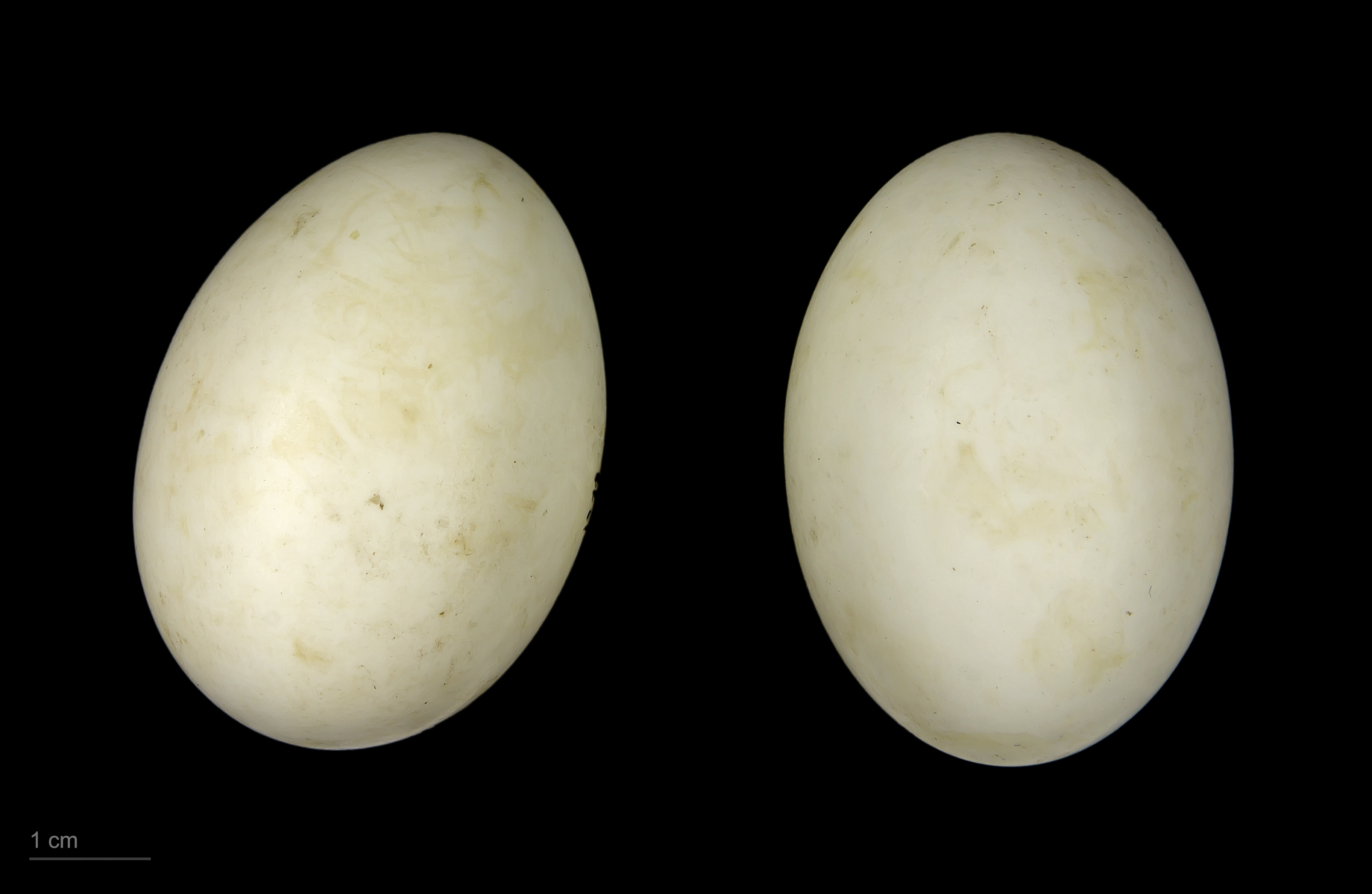
Museum specimen